# Murray Batchelor
Murray Thomas Batchelor (nacido el 27 de agosto de 1961) es un físico matemático australiano. Es mejor conocido por su trabajo en física matemática y física teórica.

## Carrera académica
Batchelor se educó en la escuela pública de Chatham y en la escuela secundaria de Chatham (Taree, Nueva Gales del Sur). Completó una licenciatura con honores en Física Teórica en la Universidad de Nueva Gales del Sur en 1983, graduándose con honores de primera clase y una Medalla Universitaria. Batchelor completó un doctorado en Matemáticas en la Universidad Nacional de Australia en 1987.
Su primer puesto de investigación postdoctoral fue en el Instituto Lorentz de Leiden. Después de un tiempo como investigador postdoctoral en matemáticas en la Universidad de Melbourne, aceptó una beca QEII del Consejo Australiano de Investigación en la Universidad Nacional de Australia. Luego recibió dos becas de investigación senior ARC sucesivas, seguidas de una beca de profesor ARC en 2003.
Batchelor se desempeñó como jefe del Departamento de Física Teórica desde mediados de 2005 hasta marzo de 2013. Ha ocupado puestos visitantes en varias universidades, incluidas la Universidad de Oxford, la Universidad de Tokio y el Institut Henri Poincaré. Obtuvo una beca visitante en All Souls College, Oxford durante el período de Michaelmas de 2013.
Durante su carrera, Batchelor ha publicado más de 150 artículos revisados por pares. Es miembro de la Sociedad Australiana de Matemáticas, del Instituto Australiano de Física y del Instituto de Física (Reino Unido).
Batchelor fue editor en jefe de Journal of Physics A: Mathematical and Theoretical. Antes de esto, se desempeñó como editor de la sección de Física Matemática (2007-2008) y como miembro del consejo editorial (2005-2006). Actualmente es Editor de Reseñas de Temas (2014-).
En 2008, Batchelor recibió una cátedra honoraria en la Universidad de Chongqing, China. Allí asumió un puesto de tiempo completo en 2013 en el marco del Plan 1000 Talentos. Es Miembro del Consejo General del Centro Asia-Pacífico de Física Teórica.
Ocupa un puesto a tiempo parcial en la Universidad Nacional de Australia conjuntamente entre el Departamento de Física Teórica de la Escuela de Investigación de Física e Ingeniería y el Instituto de Ciencias Matemáticas.
Sin embargo, Batchelor también ha mostrado interés en los estromatolitos antiguos y modernos, lo que lo ha llevado a realizar varios viajes de campo al interior de Australia, incluido el Pilbara Craton y la Reserva Natural Marina Hamelin Pool.
En 2018 dirigió una investigación sobre las piedras utilizadas para construir el Palacio de Buckingham, determinando que estaban hechas de microbios de 200 millones de años.

## Roles públicos
Batchelor formó parte del Panel de Evaluación de Tecnología y Ciencias de la Información y Matemáticas para el Marco Australiano de Calidad de la Investigación (2007).

## Premios
- Medalla Universitaria, UNSW - 1983
- Medalla Pawsey, Academia Australiana de Ciencias - 1997
- Medalla de la Sociedad Australiana de Matemáticas - 1998 [1]
- Beca de profesorado ARC - 2003
- Beca visitante, All Souls College - 2013
- Profesor 1000 Talento, China - 2013